# Moshopha
Moshopha est une ville du Botswana.